# Стоян Трушков
Стоян Трушков Калински е български екзархийски учител и революционер, деец на Вътрешната македоно-одринска революционна организация.

## Биография
Стоян Трушков е роден през 1870 година в град Петрич, тогава в Османската империя в занаятчийско семейство. Учи в Петрич и Сяр - в българското четвъртокласно училище. През 1892 завършва четвъртия випуск на педагогическото отделение на Солунската българска мъжка гимназия. Дълги години работи като екзархийски учител в редица населени места. През 1894 година е назначен за учител в село Чехларе, Пловдивско. През учебната 1895 -1896 година е преподавател в Българска духовна семинария в Цариград. Учителства още в Гуменджа, Мелник, Ахъ Челеби (1902-1903) и Дойран. От 1900 до 1901 година и 1903 до 1907 година е главен учител и училищен инспектор в родния си град. Полага големи грижи за развитието на просветното дело в Петричко. През 1906 година спомага за превръщането на Петричкото българско училище в трикласно.
Трушков е посветен в освободителното дело и се присъединява се към ВМОРО. Избран е за околийски ръководител на организацията в Петрич, където се изявява се като способен и тактичен ръководител. След освобождението на родния си град от османска власт (16/29 октомври 1912) е избран за член на първото българско околийско управление в Петрич.
Името „Стоян Трушков“ носи улица в Петрич.